# Peter Cornelius Beyweg

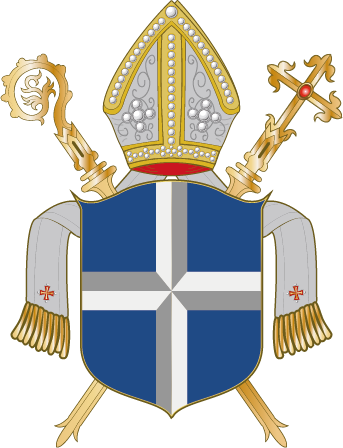
Wappen des Bistums Speyer

Peter Cornelius von Beyweg (* 8. Juli 1670 in Köln; † 12. Oktober 1744 in Speyer) war Weihbischof in Speyer.

## Leben
Peter Cornelius Beyweg entstammte der bekannten Kölner Patrizierfamilie gleichen Namens. Er war der Sohn des Kölner Bürgermeisters Gerwin Beyweg und dessen Gattin Elisabeth geb. Buschmann, studierte am Collegium Germanicum in Rom, empfing 1693 die Priesterweihe, wurde Stiftsherr und später Propst zu St. Georg in Köln.
Später avancierte er zum Dekan des Allerheiligenstiftes Speyer. Am 9. Juni 1700, unter der Regierung des Bischofs Johann Hugo von Orsbeck, wurde Beyweg zum Titularbischof von Methone und Weihbischof in Speyer ernannt. Die Bischofsweihe empfing er am 3. April 1701.
Der neue Speyerer Bischof Heinrich Hartard von Rollingen empfing am 9. September 1714, vom Mainzer Weihbischof Johann Edmund Gedult von Jungenfeld die Bischofsweihe. Als Mitkonsekratoren fungierten Peter Cornelius Beyweg und der Würzburger Weihbischof Johann Bernhard Mayer.
Der Nachfolger Rollingens, Fürstbischof Damian Hugo von Schönborn zeichnete Beyweg mit seinem besonderen Vertrauen aus und bestellte in zum Präsidenten seines Geheimen Rates und ebenso seines Konsistoriums. Damit hatte er nach dem Bischof die wichtigsten weltlichen und geistlichen Ämter im Bistum Speyer inne.
Peter Cornelius Beyweg spendete am 9. Mai 1728, in Fulda, Amand von Buseck, dem späteren Fürstbischof die bischöfliche Weihe.
Im Alter war Beyweg kränklich und es ist eine Dispens vom 14. Februar 1733 bekannt, in der ihm wegen seines angeschlagenen Gesundheitszustands das Fleischessen in der Fastenzeit erlaubt wird.
Im Auftrag des Apostolischen Nuntius’ in Köln, Bischof Ignazio Michele Crivelli examinierte Beyweg am 3. Dezember 1743 den neu erwählten Speyerer Bischof Franz Christoph von Hutten und nahm von ihm das kanonisch geforderte Glaubensbekenntnis entgegen.